# Knjižarstvo valjevskog kraja
Počeci valjevskog knjižarstva sežu u poslednje 2-3 decenije XIX veka i na početak XX veka. Tada su svoje knjižare imali Tasa Stojanović, Jovan J. Molnar, Vojislav I. Andrić, Kosta Popović, Vladimir M. Matić, Živko R. Radovanović, Đurđe Bugarinović i Miloje Žilović-Žile. Državni kalendar Kraljevine Srbije za 1897. beleži pored pomenutih knjižara u Valjevu, i knjižare u Ubu-Dragutina K. Popovića i Kostu H. Petrovića, kao i knjižaru Persa „Stanković i sin” u Obrenovcu. Njima se naredne godine u Mionici pridružuje Vasa Milovanović. U to vreme pominje se i knjižara Sretena Radosavljevića u Belanovici. Čast prvog valjevskog knjižara nesumnjivo pripada Tasi Stojanoviću. On je sedamdesetih i osamdesetih godina prošlog veka, uz prodaju knjiga,prikupljao pretplatu za list Glasonoša, otkupljivao stari novac i bio izdavač nekoliko knjiga,kao i lista Valjevski glas. Družio se sa uglednim piscima, Milovanom Glišićem i Ljubomirom Nenadovićem.
U istoriji valjevske kulture,jedan od istaknutih knjižara bio je i Vladimir Matić. Rođen je 1873.u azbukovačkom selu Gornja Bukovica. Tu je završio osnovnu školu,a knjižarsku struku učio je kod Vojislava Andrića. Ovaj predani pregalac držao je knjižaru u poslednjoj deceniji XIX i prvom desetleću XX veka. Sopstvenu knjižaru otvorio je 1901.godine. Tada je dobio ovlašćenje Kraljevsko-srpske državne štamparije u Beogradu da prodaje njena izdanja. To je u to vreme predstavljalo važnu,mada ne i retku povlasticu. Knjižara je imala obavezu da prodaje Srpske novine, kao i sve knjige društvenog izdanja.
Zabeleženo je da je 1911.objavio Godišnjak-srpski narodni kalendar s pesmama i pripovetkama,a 1912.godine,Katalog knjiga i knjižarskog materijala. Posle Prvog svetskog rata,1920.objavljuje brošuru bečkog profesora Ernesta Fingera,Moral i higijena polnog života.
Vladimir Matić ulazi u istoriju valjevskog knjižarstva i kao izdavač razglednica. Knjižara Vladimira Matića nalazila se u Ulici vojvode Mišića do hotela Grand.
Razvoj knjižarstva u Srbiji vezuje se za razvoj štamparstva. Potrebe za otvaranjem štamparija u Srbiji bile su velike. Zadruga štamparskih radnika u Beogradu počela je 1884.da osniva svoje filijale u unutrašnjosti. Prva takva štamparija osnovana je u Požarevcu,i njom je rukovodio Mihailo Kostić. Iste godine je osnovana i prva štamparija u Valjevu,koja je sa radom počela 13.februara 1885,a za prvog delovođu postavljen je Jovan J. Molnar.
U Valjevu između dva svetska rata radi i povlašćena knjižara Đorđa Koraća.
Početkom tridesetih godina XX veka radi i knjižara Radomira Jokanovića,a uoči Drugog svetskog rata i knjižara Ivana Stepanovića.

## Jovan J. Molnar
Slovak po krvi i po imenu,odličan Srbin i po osećajima i radu,pošten i dobar čovek-takav je bio Jovan Molnar. Još kao dečko ušao je u štampariju.Da bude slagač,to je želeo.Voleo je posao,i brzo se izvežbao da je stao u red najboljih radnika.
I Molnar je bio u redu onih mladih radnika štamparskih,koji su osnovali Zadrugu štamparskih radnika. U idejama socijalističkim vaspitan,Molnar je s najvećom predanošću radio za Zadrugu. Verovao je da će se zadrugarstvo brzo proširiti na sve privredne redove i da će tim biti postavljene osnove socijalističkoj državi.Lepe želje idealiste Molnara sudarale su se s grubom stvarnošću. Molnar je odbolovao krnjenje svojih ideala. Prilikom decentralisanja Zadruge štamparskih radnika,Molnar je poslan u Valjevo s jednim tiglom i nešto slova.Da podmiruje lokalnu potrebu,štampajući afiše,reklame i najsitnije štamparijske poslove-to je bio zadatak Molnarove štamparije.Nedovoljno školovan,Molnar je dopunjavao svoje maleno znanje štampanjem odabranih knjiga. Danju na radu,noću nad knjigom,Molnar je daleko izmakao iznad mnogih štamparskih radnika,starijih od njega. Učtiv i uglađen,odavao je dobro vaspitana mladića. U Valjevu Molnar ubrzo dođe u dodir s Ljubom P.Nenadovićem.Kako se razvio nežan odnos između ova dva čoveka,toliko različna po godinama,po socijalnom položaju,po prirodnim darovima!Sličnost karaktera,podjednake težnje-to ih je bližilo i sprijateljilo.Sporazumeše se Čika Ljuba i Molnar da pokrenu jedan listić,obaveštajni i zabavni. -Glasonoša (Valjevci ga u šali zvahu :Abronoša),tako se zvao taj zanimljivi listić valjevski,bio je isključivo list ove dvojice ljudi.Molnar je bio i slagač,i štampar, i ekspeditor. Ponešto je i pisao,ili prevodio,kad Čika Ljuba ne postigne da pripremi dovoljno rukopisa. Dolazak na državnu upravu liberala u savezu s radikalima,1887.godine,izaziva potrebu političkog lista u Valjevu.Mesto Glasonoše pojavi se radikalni list Valjevske novine. Na malome tiglu Molnar štampa Valjevske novine, dvaput nedeljno,provlačeći kroz mašinu svaku stranu posebice.Sav u znoju radio je ovaj vredni čovek bez odmora. Još uvek Molnar je i slagač,i štampar,i ekspeditor,i saradnik lista koji izlazi pod njegovim uredništvom. Priznanje sa vrhova partijske uprave bila je jedina nagrada čestitome Molnaru za neumorni rad njegov. Malaksao na radu,s poremećenim zdravljem,Molnar see ne odaje odmoru,već se prihvata novog posla: otvara knjižaru u Valjevu. Zadržao je i štampariju koju je otkupio na javnoj prodaji,kad je Zadruga štamparskih radnika likvidirana. Malu knjižaru svoju Molnar je umeo da sortita,odabirajući knjige za narod. Svakoj knjizi,koju je uneo u svoju knjižaru,on je znao stvarnu vrednost. Svaku je pročitao i procenio korist koju će čitalac imati od nje,pa onda je nabavljao i unosio u rafove svoje knjižare. Pored knjiga za narod, u Molnarovoj knjižari mogle su se nabaviti sve školske knjige,kancelarijski i školski materijal. Malim mušterijama svojim,učenicima,Molnar nije poklanjao sličice,već im je davao: jednome pisaljku,ili uvlaku;drugome gumu ili dva-tri pera;nekome kalendarčić,ili dopisnu kartu s lepom slikom.S njima on vodi razgovore kao s malom braćom. Za učenike osnovne škole i gimnazije,Molnar nije samo trgovac već dobar čovek koji ih voli i kojega oni vole.Njegovi saveti nisu suvoparni,koji se svode na fraze: „Budi dobar đak,pa ćeš dobiti nagradu...Slušaj,pa ćeš biti srećan".... Molnar zna i geografiju i prirodopis,i istoriju.... pa o tome govori s njima, daje im lepa objašnjenja. Lepa radnja Molnarova ugasila se rano,ugasila se kad se ugasio život njegov. Radio je s velikom marljivošću;radio je samo za druge,a gotovo nikad za sebe.
Posle srpsko-bugarskog rata, u jesen 1885.godine,Zadruga štamparskih radnika u Beogradu zapala je u nove,sada nesavladive teškoće koje su je,krajem juna 1887.dovele pod stečaj.Njen kraj,međutim,nije predstavljao i kraj štamparija koje su nikle iz nje kao iz kakvog rasadnika.Otkupljuju ih dotadašnje poslovođe(,,Delovođe")i one na taj način samo menjaju vlasnike. To čini i Jovan Molnar,pionir štamparstva među Valjevcima.Prema pisanju novopokrenutih Valjevskih novina,krajem avgusta te,1887.godine,izabrana je nova uprava valjevske opštine(predsednik,dva kmeta i odbor) sa Vladimirom J.Tadićem,na čelu,koji je „čovek od poznavanja zakona,pravnik koji će umeti da pogodi prave želje i potrebe svojih sugrađana". Jesen je proticala u znaku stranačkih predizbornih i izbornih borbi za poslanička mesta u kojima su radikali i liberali bili saveznici. Većina Valjevaca glasala je za radikalskog kandidata Lazara V. Lazarevića trgovca. u Valjevu je u to vreme otvorena „fabrika cigar-papira" kome je cena bila „jevtinija no u Beogradu". Tri inženjera, „od ministarstva izaslani", došli su u septembru 1887,,da odmah preduzmu potrebni pregled zemljišta za građenje novog puta od Valjeva do Užica pored Pećine,Lepića,Leskovica i dalje u tom pravcu". Dolazili su takođe prvi srpski putujući „Orfeum", Jovan Pavlović, „zubni lekar iz Beograda" i Todor Ristić „učitelj salonskih igara ". Pevačka družina „Venac" dovedena je, „nakon nekoliko-godišnjeg upinjanja članova njenih da je održe do propasti". Na miholjski panađur bilo je „doterano oko 600 volova (tu su junad i telat),100 krava,300 konja(tu su kobile i ždrebad),jagnjadi i ovaca 1200 komada". Panađur je bio pretrpan raznom robom. Bilo je : „7 obućara,5 krojača, 1 šeširdžija,3 prodavca finih sapuna,22 platnara,40 opančara,16 ćurčija, 5 pamuklijaša,16 abadžija, 2 čarapara,3 kovača,1 staklar,2 sarafa (ovi prodaju nove dukate i kupuju stare pare) pored vune,luča,katrana,voća,čabrica." Najveći i najvažniji posao Molnarove štamparije bilo je štampanje i izdavanje Valjevskih novina koje su,počev od 2.septembra 1887,izlazile u nekoliko serija i „bile dobro uređivane,dosta čitane" i vrlo uticajne u valjevskom okrugu.S godinama one su se sve više eksponirale kao radikalsko glasilo. Molnar im je u isto vreme, sve do 1893,bio vlasnik,urednik i štampar,a dosta je i pisao za njih. Zbog objavljivanja, ili neobjavljivanja,pojedinih priloga nekoliko puta je „stavljan pod sud" (i uvek oslobađan krivice).On je štampao i listove Valjevski glas (urednik Tasa Stojanović,izlazio 1889.godine), Besednik (crkvene novine,izlazile 1890.i 1894.godine) i Glas samouprave (službeni list, izlazio 1893). Štampao je i nekoliko knjiga-Tolstojevu raspravu Gde je Bog? (u prevodu Ljube Nenadovića,verovatno prvu knjigu štampanu u Valjevu),istorijski nacrt Živka Romanovića Rimska vojska,obimni putopis učitelja Nedeljka S. Savića Preko Bosne i Hercegovine u primorje i dr. a takođe i veliki broj izveštaja o radu Valjevske i Ubske štedionice,Valjevske gimnazije,Valjevske zadruge i drugih organizacija. Iz lokala u kući apotekara Prikelmajera u kojoj je počeoda radi filijal Zadruge štamparskih radnika,Molnar je preselio štampariju,u maju 1891.godine (o Đurđevudne"),u svojoj kući „preko puta načelstva okružnog,koja je pre bila g. Mirka Mihailovića,trgovca." Ova zgrada se nalazila u današnjoj Vojvode Mišića ulici, tamo gde je sada prodavnica dečjih igračaka preduzeća „Divčibare". Od tada on ovde i stanuje,preselivši se iz kuće trgovca Spasoja Vujića( „sa dve sobe,kujnom,šupom,podrumom,bunarom i lepom baštom"). Tu je Molnar otvorio i svoju knjižaru. Od tada će u Valjevskim novinama učestano izlaziti oglasi za knjige i razni materijal koji je prodavala novootvorena knjižara.Na stranicama Valjevskih novina-uz Glasonošu,Glas Valjeva i Napred,najznačajnijih novina što su ih Valjevci do sada imali-može se naći još po koji podatak o Molnarovoj štampariji,njenom radu i problemima sa kojima se susretala. Trinaestog septembra 1887.godine objavljen je,na primer,oglas na osnovu kojeg zaključujemo da se pokretanjem lista uvećao posao u štampariji i da je rešenje za nastali „kadrovski"problem traženu u prijemu učenika (jednog učenika,koji je svršio bar jedan razred gimnazije,treba ovdašnja štamparija"). Čitaoci su obavešteni i o tome da je „pri samom štampanju" lista od 30.decembra,došlo do kvara zbog čega „smo morali zakasniti sa njegovim izdanjem". 6.aprila 1888. list nije mogao izaći zbog nedostatka hartije. Iako je blagovremeno poručena,nisu je mogli „dobiti zbog pokvarenog puta suvim" (izlile se reke). U nedelju 17.februara 1891.Valjevske novine nisu izašle zato što štamparija nije imala slagača (dok ga ne dobijemo prinuđeni smo list izdavati na po tabaka "). Najzad iz jednog napisa u Valjevskim novinama od 20.avgusta 1893.doznajemo da je kao slovoslačag u Molnarovoj štampariji radio Milan Jovanović. To je, uz Molnara,jedini radnik ove štamparije za koga danas znamo. Kao knjižar Molnar je imao ovlašćenje da prodaje taksene marke i druga izdanja zvanične Državne štamparije,pa je na osnovu toga imao status državnog (povlašćenog knjižara). Devedesetih godina prošlog veka tu povlasticu su imali u Valjevu i knjižari Vojislav M. Andrić i Kosta Popović,a na početku 20.veka dobio ju je i novi valjevski knjižar Vladimir M. Matić. U svojoj knjižari prodavao je kancelarijski materijal,obrasce,taksene marke,udžbenike i kalendare. Prodavao je,naravno,i knjige. Pored ostalih:Međunarodni položaj Srbije od M.S. Piroćanca;Celokupna dela Ljubomira P.Nenadovića;Uskok,pripovetka iz crnogorskog života napisao Simo Matavulj;Ženska pisma od Marsela Prevoa;Rajko od Rasine pripovetka s kraja 17.veka,napisao Čed.Mijatović;Dva namesništva od Milutina Garašanina.U Valjevskim novinama,od 21.marta 1893.oglašen je izlazak iz štampe knjige Kako živi naš narod,okružnog fizikusa u Valjevu dr Laze Dimitrijevića,koju je, po ceni od jednog dinara,takođe prodavao Molnar. Štampar i knjižar Jovan Molnar rođen je 1852.godine negde u Habzburškoj monarhiji,pretpostavlja seda je to moglo biti u Klužu,u današnjoj Rumuniji.Bio je mađarske nacionalnosti.O njegovom životu pre dolaska u Valjevo,sem da je bio jedan od osnivača Družine tipografskih radnika(1875)i akcionara Zadruge štamparskih radnika u Beogradu,ne zna se više ništa.Došavši u Valjevo,Jovan Molnar se uključio u društveni i politički život organizujući ili pomažući mnoge akcije.Kad je u poslednjoj deceniji 19.veka osnovana čitaonica i knjižnica Valjevske trgovačke omladine,on je bio jedan od njenih utemeljivača;njegovo ime stoji na čelu liste Valjevaca koji su joj darovali knjige. Bio je od 1893.godine poverenik,i to veoma uspešan,Srpske književne zadruge kojoj je, na primer,u 1900.godini obezbedio u Valjevu 34 člana (16 sa statusom osnivača i 18 ulagača) i redovni član Kola jahača „Knez Mihailo" za okrug valjevski. Kao pripadnik Radikalne stranke biran je 1891.u njen mesni odbor. Baveći se poslovima u domenu kulture -štamparstvom,knjižarstvom,izdavanjem novina-solidno obrazovan,dosetljiv i predusretljiv,Molnar se družio sa mnogim Valjevcima. Njegova štamparija i knjižara bile su prava zbornica valjevskih intelektualaca. Dolazili su Molnaru,pored ostalog,da prelistaju i pročitaju štampu koja je tu stizala iz raznih gradova pa i iz inostranstva.Ostalo je dosta svedočanstava i anegdota o njegovom prijateljstvu sa Ljubom Nenadovićem,Molnarevim bliskim saradnikom u štamparskim,knjižarskim i izdavačkim poslovima,,Svaki dan često i po nekoliko puta na dan svraćao je Čika Ljuba u štampariju"-svedoči jedna od njegovih savremenika. Molnar je umro u Valjevu, 25.avgusta 1904.godine, od tuberkuloze pluća.Godinu dana kasnije,24.septembra 1905,umro je u Valjevu njegov stric Ferdinand,a 13.juna 1922.godine Ferdinandova žena Karolina i na taj način gasi se u Valjevu porodica Molna. Štamparija Jovana Molnara, zadržala je svoju firmu sve do 1906.godine. Ne znamo,međutim,pod čijim je rukovodstvom radila te dve godine;moguće je da je posle Jovanove smrti nju vodio Ferdinand,a zatim Karolina,ili pak novi vlasnik ne menjajući joj firmu.

## Miloje T. Žilović - Žile
,,Okreće se kolo smrti
Na svakog će doći red
To je zakon neminovan
Zakon ladan kao led".
Tako filozof o životu. Ali ipak čovek se ne može oteti osećanju, da smrt pok. Miloja predstavlja veliki gubitak ne samo za njegovu porodicu, već i za sredinu u kojoj je živeo. Jer pok. Miloje, iako po specijalnom razvrstavanju nije bio na vrhu društvenih lestvica, ipak je dominirao svojim retko formiranim karakterom, što je retka pojava za današnje doba i ne bi bilo preterano reći -da se nivo morala sredine u kojoj je pokojnik živeo-njegovom smrću spustio za jedan stepen. Retko je koji čovek koračao kroz život sa više skrupula nego što je slučaj sa pok. Milojem. Jer on je uvek pristajao da jede crni hleb, ali nikad nije pristajao da usadi žaoku u svoju savest. Takav jedan formirani karakter i mogao je imati nepodeljenu ljubav i poštovanje svih ljudi iz svih društvenih redova. Ta ljubav nije stečena servilnošću i taktikom poslovnog čoveka, već samo briljantnošću njegovog karaktera. I ona ogromna povorka, na dan ispraćaja pokojnika do večne kuće samo je spontano odavanje pošte čoveku, koji je bio cenjen i voljen. Naročitu ljubav je pokojnik uživao kod sirotinje, jer je bio redak altruista. Čovek koji je razumevao ljude koji pate i za njih imao samilosti i darežljivosti, mnogu je sirotinjsku suzu uspeo da utre. Pok. Miloje rodio se 5.februara 1878. godine u Užicu, u jednoj retko čestitoj trgovačkoj kući. U roditeljskoj kući dobio je solidno vaspitanje, na kome je docnije formiran onako solidan karakter. U mestu rođenja svršio je osnovnu školu i dva razreda realke. Po uočenoj naklonosti i izraženoj želji i ljubavi za knjižarski posao, roditelji ga odvode u Beograd i daju u uglednu knjižarsku radnju Jevte Pavlovića. Učeći zanat, svršio je i trgovačku školu u Beogradu. I u radnji i u školi bile su zapažene sve njegove pozitivne osobine u karakteru, i u istoj radnji ostao je sve do 1911. godine, kada je otvorio svoju knjižarsku radju u Valjevu. 1912. god. o mobilizaciji za Turski rat, sa puno nacionalnog oduševljenja stupa u rat kao kaplar. Posle rata produžuje svoju knjižarsku radnju skromno kako u materijalnim sredstvima tako i obimu posla ali marljivošću i solidnošću delatnost se u poslu postepeno uvećavala. No ubrzo dolaze novi ratovi, koji iznova remete njegove poslove,ali ne remete njegove idealističke kombinacije, jer je pok. Miloje u pogledu patriotizma bio zanešenjak. Kao podnarednik on opet odlazi u rat. Prvi upad Austrijanaca upropašćuje mu potpuno radnju, ali on je docnije obnavlja sa velikim naporom, ostavljajući da je vodi njegova familija, dok on i dalje na vojnoj dužnosti. Dolazi i evakuacija Srbije sa svima nesrećama koje su uvećale i pojedinačnu i našu zajedničku tragediju. Radnja mu potpuno propada, a on i dalje sa puno ljubavi prema svojoj zemlji i svesti o svojoj dužnosti prema otadžbini, preživljuje Albansku golgotu. Za sve vreme rata nije tražio službu u pozadini, već je kao podoficir ostao na frontu i za hrabrost i savesno vršenje dužnosti bio odlikovan zlatnom medaljom. Po definitivnom likvidiranju rata vraća se pok. Miloje u Valjevo, ali bez ikakvog kapitala. Jedini mu je kapital bilo stečeno poverenje kod ljudi u mestu, kao i kod firmi u Beogradu, i on u najskromnijim razmerama po treći put obnavlja svoju radnju. Sa osobinama koje je pokojnik imao i stečenim poverenjem kod sveta, nanovo otvorena radnja brzo je svoju delatnost proširila. Simpatična crta kod pok. Miloja bila je što on svoju profesiju nikada nije shvatio toliko sa trgovačke koliko sa kulturne tačke gledišta. Kao čovek kod koga su bila tako ispoljena altruistička osećanja i smisao za socijalnu ravnotežu, on nije mogao da misli samo na samog sebe, naprotiv, kod njega je deviza „živi i daj drugome da živi" našla najveću primenu. Sve knjige i časopisi propagandističkog i vaspitnog smera, a namenjene naročito seoskom staležu, bile su nabavljenje, pisci potpomagani, a nekoliko knjiga bilo je izdato o njegovom sopstvenom trošku, iako je u izgledu bila materijalna šteta. Takva darežljivost pok. Miloja za mnoge „realne ljude" bila je neshvatljiva i sa lične tačke gledišta necelishodna. U tome i jeste njegova vrednost, što je on imao šire koncepcije o životu i ljudima i njihovim odnosima, nego li mnogi ljudi sa većim školskim obrazovanjem od njega. Ali sve te osobine i stvorile su mu jednu zavidnu reputaciju u društvu. Takvog je dakle vrsnog člana društvo izgubilo. Što se tiče pak njegove porodice, ona je u pokojniku mnogo izgubila. Jer redak je sin, a još ređi brat, kao što je bio pok. Miloje. I možda bi bio cinizam tešiti porodicu, kada je ona svesna šta sve u pokojniku gubi. Ali ipak i porodicu i prijatelje može tešiti jedna misao : da je pokojnik umro samo fizički, da on i dalje u srcima dragih mu i mislima poštovalaca- ostaje večito da živi i da u njegovom životu i njegovoj putanji ima dosta trnja, ali ni jedne mrlje. Takav život i sa takvom bilansom na ovom nezahvalnom globusu mogao bi i treba da bude svima uzor. A sa takvim delima pokojnik odlazi pred jedino pravednog sudiju i ako je iko po ljudskoj zamisli zaslužio rajsko naselje, pokojnik ga je zaistao zaslužio.

## Vojislav Andrić
U bakalskoj i kolonijalnoj radnji koju je u Valjevu držao Koja Popović,prodavao je on i knjige,školske knjige. Kao što je u svima okružnim varošima ovlašćen bio po koji ugledniji trgovac da prodaje,pored robe komom radi,i knjige za učenike osnovnih škola i gimnazije,tako je isto bilo i u Valjevu,gde zasebnih knjižarnica nije bilo,jer se isključivo tom nerentabilnom poslu niko nije odavao. Prvu knjižarsku radnju u Valjevu,prvu knjižarnicu,otvori Tasa Stojanović,pređe profesor gimnazije. Tasa je bio nosilac firme,a radnju je vodio mladi Vojislav Andrić,s početka poslovođa,a zatim član firme. Ubrzo je radnja prešla na samoga Andrića. Rođen u Čačku, Andrić je prekinuo školovanje u tamošnjoj gimnaziji. Okretan mladić,Andrić je tražio posao koji bi odgovarao njegovim sklonostima. Za poslom je došao u Valjevo. S malim kapitalom,u varoši koja je brojila tek oko pet hijada stanovnika,održati knjižarnicu-nije bio nimalo lak posao. Sva okretnost i umešnost Andrićeva nije bila dovoljna da se radnja razvije onako kako je on želeo.Osim školskih knjiga,malo je koja knjiga mogla naći kupca. Građani,trgovci i zanatlije nisu se mnogo interesovali za knjigu. Prodajom kancelarijskog materijala bavili su se i drugi,,Znate li da ni stotinu komada neškolskih knjiga ne mogu da prodam za godinu dana?"-govoraše zabrinuti Andrić,,Čak i dela Ljube Nenadovića(prvo celokupno izdanje knjižare Tase Stojanovića) manje se traže nego sanovnik i roždanik.Jedan dobar poznanik Tasin ponudi Andrića da primi rasprodaju jedne knjige njegove,dajući mu 35% u komision,a 40% za gotov novac. - „Ko se ne bi pograbio za robu koja donosi toliku zaradu! Sa zahvalnošću odbio sam ponudu,jer znam da ne bih na tom poslu ništa zaradio ni njemu ni sebi." -Tako je Andrić odgovorio. Neosporno je poznato, da je u to doba, pre četrdeset godina,još bio u Srbiji malen broj čitalačke publike,koja se interesovala za knjigu. Knjižarnica u varošima,osim Beograda,teško se mogla održavati. I Andrić je kuburio. Kad mu se ukaza prilika da se prihvati i drugog posla, on uđe u novčani zavod kao plaćen činovnik-blagajnik, „da platom iz zavoda održi knjižaru u životu". Pored sviju teškoća sa kojima se borio da održi knjižaru,Andrić nije malaksavao,jer je verovao da od tog rada,ako nema njemu zarade,ima koristi za narod,,Knjižar je kulturni radnik,ali osuđen da bude siromah;no,ako-što rekao Pelagić-pare nisu u džepu,dobro je što su knjige u narodu".